# Dia del domini públic 2025
L'1 de gener de 2025 és el dia del domini públic 2025, una celebració mundial del dia que entren en el domini públic certes obres perquè ha expirat el termini de la seua protecció per drets d'autors.
El llistat d'autors i obres que entren en domini públic pot variar segons la legislació de cada estat, ja que aquesta no és uniforme. En el cas d'Espanya, els drets d'explotació d'una obra subsisteixen 70 anys després de la mort de l'autor i es computen des de l'1 de gener de l'any següent al de la mort. No obstant això, el termini és de 80 anys per als autors morts abans del 7 de desembre de 1987.
En el cas d'Andorra, França i Itàlia sempre son 70 anys després de la mort de l'autor.

A continuació, es presenta una llista d'autors valencians, catalans, balears, andorans, nord-catalans i algueresos les obres dels quals passaran a domini públic l'1 de gener de 2025.

## Llistes
Persones que no tenen nacionalitat espanyola, escriuen o parlen el català i fa 70 anys de la seva mort
Informació actualitzada per un bot. Els canvis manuals es perdran quan s'actualitzi!
| Article                 | description | Place | data d'inici | data de finalització | coordenades | imatge |
| ----------------------- | --- | ----- | ------------ | -------------------- | ----------- | ------ |
| Carmen Dore             | L’Alguer, 1869 — L'Alguer, 1954 Poeta. |       |              |                      |             |        |
| Jean Alex               | Comerciant del vi (1876–1954) ♂; Medalla colonial, Oficial de l'orde de Glòria |       |              |                      |             |        |
| Louis Fradin de Linière | alt càrrec, Prefect of Orne, prefecte dels Pirineus Orientals, sub-prefect of Romorantin-Lanthenay, sub-prefect of Rocroi, sub-prefect of Pithiviers, sub-prefect of Corbeil, sub-prefect of Sens, sub-prefect of Rambouillet, General secretary of prefecture of Calvados (1858–1954) ♂; Cavaller de la Legió d'Honor |       |              |                      |             |        |

Persones que tenen nacionalitat espanyola, escriuen o parlen el català i fa 80 anys de la seva mort
Informació actualitzada per un bot. Els canvis manuals es perdran quan s'actualitzi!
| Article                         | description | Place | data d'inici | data de finalització | coordenades | imatge |
| ------------------------------- | --- | ----- | ------------ | -------------------- | ----------- | ------ |
| Albert Bastardas i Sampere      | polític català |       |              |                      |             |        |
| Alexandre Cardunets Cazorla     | dibuixant, gravador i pintor català                                                                                   |       |              |                      |             |        |
| Alexandre Nolla i Roig          | actor català |       |              |                      |             |        |
| Antoni Canyelles Rigo           | Glosador (1871–1944) ♂                                                                                                |       |              |                      |             |        |
| Antoni Jansana i Llopart        | advocat, polític, diputat al Congrés dels Diputats (1872–1944) ♂                                                      |       |              |                      |             |        |
| Antoni Marquès i Puig           | compositor, pianista i crític musical català                                                                          |       |              |                      |             |        |
| Antoni Utrillo Viadera          | pintor, dibuixant i il·lustrador                                                                                      |       |              |                      |             |        |
| Antoni Vilaplana i Forcada      | diplomàtic espanyol                                                                                                   |       |              |                      |             |        |
| Artur Garcia Fossas             | empresari i mecenes català                                                                                            |       |              |                      |             |        |
| Bartomeu Darder i Pericàs       | geòleg mallorquí |       |              |                      |             |        |
| Carles Fumaña i Casas           | Empresari català (1863-1944)                                                                                          |       |              |                      |             |        |
| Cecili Gasòliba i Carbonell     | Barcelona, Barcelonès, 1874 — Barcelona, Barcelonès, 1944 Assagista i traductor.                                      |       |              |                      |             |        |
| Concordi Gelabert i Alart       | Crític musical, professor i director d'orquestra català                                                               |       |              |                      |             |        |
| Dolors Codina i Arnau           | política (1878-1944)                                                                                                  |       |              |                      |             |        |
| Domènec Mas i Serracant         | Organista, director i compositor català                                                                               |       |              |                      |             |        |
| Domènec Prat i Marsal           | guitarrista i professor de música                                                                                     |       |              |                      |             |        |
| Domènec Servetó Bertran         | Comptable (1904–1944) ♂; Mort pour la France                                                                          |       |              |                      |             |        |
| Emília Coranty Llurià           | pintora catalana |       |              |                      |             |        |
| Emília Masachs Borruel          | Germana d'Angelina Masachs Borruel                                                                                    |       |              |                      |             |        |
| Enrique Díez-Canedo             | escriptor espanyol |       |              |                      |             |        |
| Estanislau Pedrola Rovira       | fotògraf i polític català (1907-1944)                                                                                 |       |              |                      |             |        |
| Eugenio Nadal Gaya              | escriptor espanyol |       |              |                      |             |        |
| Ferran Fabra i Puig             | enginyer industrial i polític català                                                                                  |       |              |                      |             |        |
| Francesc Artiga Sardà           | Empresari avícola català                                                                                              |       |              |                      |             |        |
| Francesc Pausas i Coll          | pintor espanyol |       |              |                      |             |        |
| Francesc Ramon Monrós i Fitó    | escriptor, poeta, comerciant, corresponsal (1863–1944) ♂                                                              |       |              |                      |             |        |
| Francesc Torres i Ferrer        | Lexicògraf, traductor, corrector (1876–1944) ♂                                                                        |       |              |                      |             |        |
| Frederic Manaut                 | polític francès |       |              |                      |             |        |
| Gabriel Bau i Fortanete         | futbolista català |       |              |                      |             |        |
| Gabriel Borrell i Cardona       | arquitecte català |       |              |                      |             |        |
| Gabriel Sampol Sastre           | polític, glosador, alcalde (1864–1944) ♂                                                                              |       |              |                      |             |        |
| Gaietà Estadella i Solé         | orguener català |       |              |                      |             |        |
| Ignasi Buxó Gou                 | escultor català |       |              |                      |             |        |
| Isidre Pons Torras              | empresari i polític. Alcalde de Reus                                                                                  |       |              |                      |             |        |
| Jean Joffre                     | actor francès |       |              |                      |             |        |
| Joan Bartomeu i Valls           | polític (1907–1944) ♂                                                                                                 |       |              |                      |             |        |
| Joan Fargas i Heras             | compositor espanyol                                                                                                   |       |              |                      |             |        |
| Joan Farré Gassó                | polític espanyol |       |              |                      |             |        |
| Joan Lluhí i Vallescà           | polític català |       |              |                      |             |        |
| Joan Soler i Julià              | metge català i 24è president del FC Barcelona                                                                         |       |              |                      |             |        |
| Joaquim Pena i Costa            | Musicòleg i crític musical català                                                                                     |       |              |                      |             |        |
| Josep Aixalà i Casellas         | publicista i escriptor català                                                                                         |       |              |                      |             |        |
| Josep Altimira i Miramon        | il·lustrador i animador català                                                                                        |       |              |                      |             |        |
| Josep Déu Francesch             | periodista català (1860-1944)                                                                                         |       |              |                      |             |        |
| Josep Elías i Juncosa           | esportista, directiu i periodista català                                                                              |       |              |                      |             |        |
| Josep Maria Castellví i Marimon | director de cinema català                                                                                             |       |              |                      |             |        |
| Josep Miret i Musté             | polític català |       |              |                      |             |        |
| Josep Pi i Pascual              | compositor espanyol                                                                                                   |       |              |                      |             |        |
| Josep Pujol Capsada             | metge, escriptor i polític espanyol (1869-1944)                                                                       |       |              |                      |             |        |
| Josep Tomàs Renteria            | metge i polític mallorquí                                                                                             |       |              |                      |             |        |
| Josep de Caralt i Sala          | industrial i polític català                                                                                           |       |              |                      |             |        |
| José Calicó                     | metge, forense (1887–1944) ♂                                                                                          |       |              |                      |             |        |
| José Joaquín Herrero y Sánchez  | polític espanyol |       |              |                      |             |        |
| Juan Fontán Lobé                | militar mallorquí |       |              |                      |             |        |
| Justo Bueno Pérez               | sindicalista espanyol                                                                                                 |       |              |                      |             |        |
| Laura Albéniz Jordana           | artista catalana |       |              |                      |             |        |
| Lluís Coll i Espadaler          | dibuixant, pintor, fotògraf, polític, esperantista, arxiver, i activista cultural català                              |       |              |                      |             |        |
| Lluís Tur i Palau               | polític eivissenc |       |              |                      |             |        |
| Maria Emília Furnó i Monsech    | poeta i pedagoga barcelonina                                                                                          |       |              |                      |             |        |
| Max Jacob                       | Poeta i assaigista |       |              |                      |             |        |
| Miquel Alimbau Minguell         | empresari i polític català                                                                                            |       |              |                      |             |        |
| Pasqual Godes i Terrats         | empresari, director o directora d'orquestra, compositor, músic (1899–1944) ♂                                          |       |              |                      |             |        |
| Pau Guanter i Casadevall        | compositor català |       |              |                      |             |        |
| Pau Parellada i Molas           | escriptor, caricaturista, comediògraf i periodista català                                                             |       |              |                      |             |        |
| Pere Vayreda i Olivas           | historiador (1877-1944)                                                                                               |       |              |                      |             |        |
| Ramon Morey i Antich            | pedagog mallorquí |       |              |                      |             |        |
| Ramon Piñas i Morlà             | poeta espanyol |       |              |                      |             |        |
| Ramon Serrat i Fajula           | Músic, compositor i mestre (1883-1944)                                                                                |       |              |                      |             |        |
| Ricard Forga i Clarà            | escriptor |       |              |                      |             |        |
| Ricard Muñoz i Carbonero        | Metge i professor valencià                                                                                            |       |              |                      |             |        |
| Rosa Viñals Lladós              | cirurgiana, llevadora i feminista catalana                                                                            |       |              |                      |             |        |
| Salvador Albert i Pey           | Polític i escriptor català.                                                                                           |       |              |                      |             |        |
| Salvador Guinot Vilar           | Castelló de la Plana, Plana Alta, 1866 — Castelló de la Plana, Plana Alta, 1944 Narrador i estudiós de la literatura. |       |              |                      |             |        |
| Salvador Ribé i Garcia          | polític català |       |              |                      |             |        |
| Santiago Jaumandreu Jaumandreu  | dirigent esportiu català                                                                                              |       |              |                      |             |        |
| Tomàs Monserrat Ginard          | sacerdot, fotògraf (1873–1944) ♂                                                                                      |       |              |                      |             |        |
| Valentí Fargnoli Iannetta       | fotògraf català (1885-1944)                                                                                           |       |              |                      |             |        |